# 官田區
23°11′35″N 120°18′56″E / 23.193040°N 120.315492°E
官田區（臺羅：Kuann-tiān-khu），舊稱「官佃」，前身「官田鄉」，位於台灣臺南市中央地帶，北接六甲區，南靠善化區，東南接大內區，西臨麻豆區、下營區。屬於大曾文地區的一部分。是第10、11屆中華民國總統陳水扁與第14、15屆省轄臺南市市長許添財的故鄉。主要產業為農業，農產有稻米、甘蔗、瓜果、蔬菜，特產為菱角、芒果。畜牧有乳牛、雞、豬。有「菱角的故鄉」之美譽。

## 歷史
官田區舊稱「官佃」。根據考古發掘，證實官田區早在三千年前已經有先民活動. 荷治時期，此地屬於「王田」，即政府田地。明鄭時期改王田為「官田」，將土地交由文武百官招募佃農屯墾，其中以陳永華一族承佃最多，逐漸形成漢人聚落，故稱「官佃」。
清治時期此地屬「官佃庄」。
1895年，清廷因甲午戰爭戰敗，將臺灣割讓給日本:102，行政區劃調整，官田屬臺南縣嘉義支廳:9。1897年4月2日改設六縣三廳，屬嘉義縣六甲辦務署，一部分屬赤山堡第九區，一部分屬善化里東堡第十區，一部分屬茅港尾東堡第六區，一部分則屬蔴荳堡寮子廍區:102－103。1898年6月20日，嘉義縣併入臺南縣，屬臺南縣蔴荳辦務署，一部分屬六甲支署，一部分則屬蕭壠支署:10。1901年，全臺分二十廳，並將赤山堡第九區與善化里東堡第十區合併為官佃區，官田屬鹽水港廳，一部分屬六甲支廳，一部分屬蔴荳支廳，一部分則屬蔴荳支廳:11。1909年改設十二廳，屬臺南廳。1920年，臺灣地方制度改正，廢廳堡，改設州郡，官田屬臺南州曾文郡。官田庄分為社子、三塊厝、番子渡頭、笨潭、雙溪子、西庄、番子田、三結義、南廍、官田、中脇、烏山頭、角秀、二鎮、拔子林等15個大字:103。
1945年臺灣由中華民國接管，行政區劃改為縣、區、鄉鎮制。1946年1月11日，官田庄改為「官田鄉」，屬臺南縣曾文區:113。1950年，調整行政區域，臺南縣分為臺南、嘉義、雲林三縣，並裁撤區署，官田鄉改直隸臺南縣:17。1953年8月1日，官田鄉公所由官田村原址遷至番子田（隆田村）現址:18:114。2010年12月25日，臺南縣市合併改制為直轄市臺南市，官田鄉改制為「官田區」，隸屬臺南市。
儘管官田區在三千年前已經有人類活動，卻是近一百年才於日治時代確立了今日官田區的疆域。官田區的區政雖年輕，人民與土地的歷史卻可溯源甚古。

## 地理

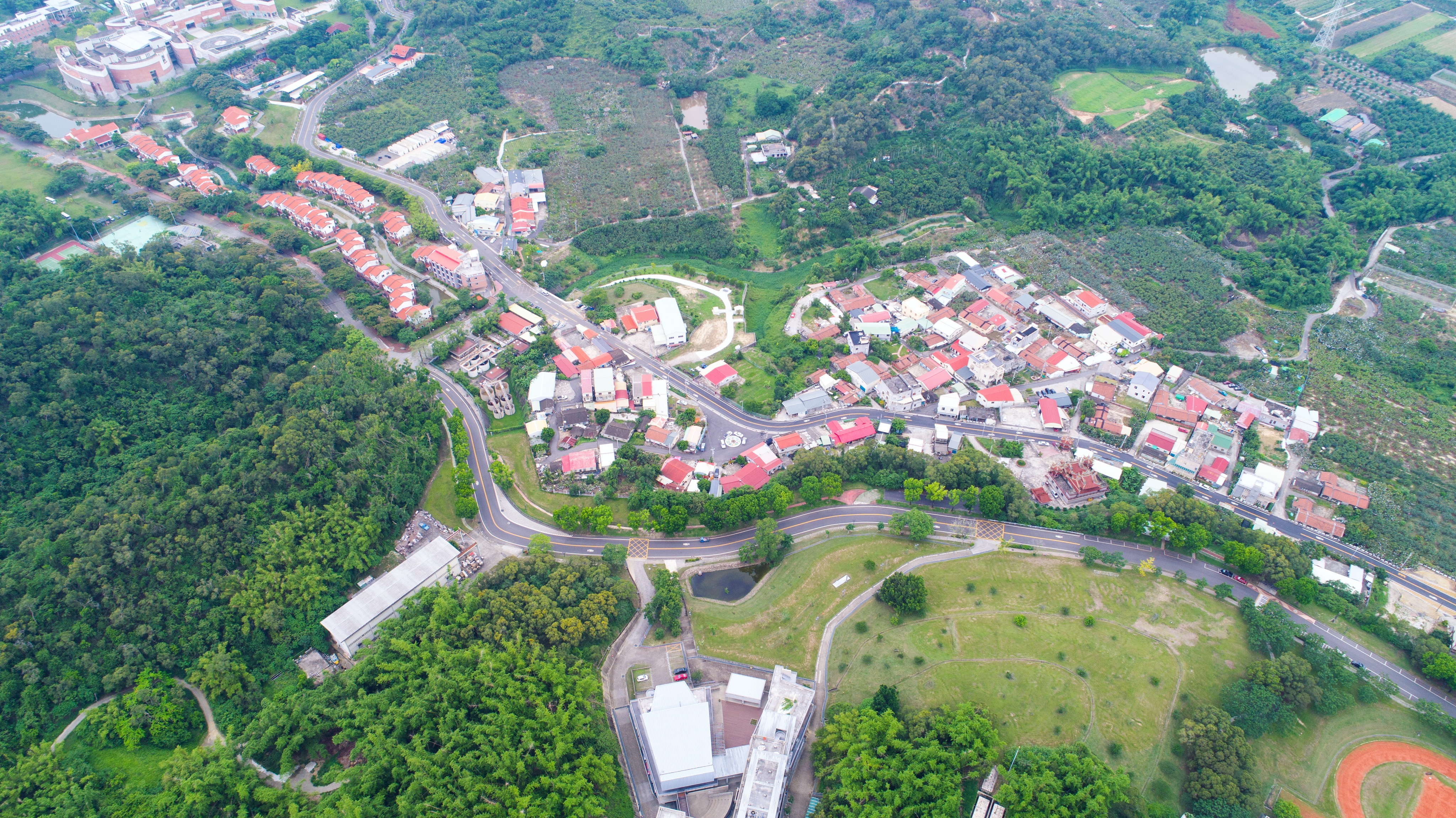
官田區大崎里（區道南111線、台南藝術大學）

### 概論
官田區位於臺南市中央偏北地點，曾文區之東；以曾文溪為界，東連中央山脈。中央山脈使得背風的嘉南平原在入冬以後，難得雨水滋潤。為使農耕免於看天田的困境，官田區和鄰近行政區遂開鑿池埤蓄水備用，成為台地湖沼最密集的地方，除大大小小的池埤，最有名的是烏山頭水庫、統領埤、蕃子田埤等。本區土地面積7,79公頃，占全縣總面積3.5%，其中農耕地面積有385.535公頃，山坡地面積有1,38公頃。

### 地形
官田區位於臺南市中心地帶，阿里山山脈西烏山嶺下，嘉義丘陵南段，嘉南平原之上，北連六甲區，西北接下營區，西臨麻豆區，西南隔曾文溪與善化區相望，東南鄰大內區:31。全境地形東高西低，地勢由東部向西部、西北部逐漸平坦:34。
阿里山山脈是臺灣西部斷層山地之一的山脈，北起濁水溪南岸，南迄高雄市鳳山區附近，在臺南市境內分為東烏山嶺山脈、西烏山嶺山脈及霍比亞湖山脈等。西烏山嶺山脈為衝上構造山地，以背斜構造的背斜軸附近被破壞而成，地形急峻:34。嘉義丘陵位於阿里山山脈西麓，北起八掌溪，南迄曾文溪，東緣大尖山斷層，由斗六丘陵東緣向南延伸的丘陵地帶，地質上多由砂岩與頁岩形成:35。嘉南平原北起北港溪，南達高雄市鳳山區，南北縱長約145公里，為幼年期的海岸平原，多由八掌溪、急水溪、曾文溪、鹽水溪、二仁溪等溪流帶來的大量泥沙，在溪口及其兩側地帶形成淤積擴張而成:36。

### 氣候
官田區位於北回歸線以南，屬副熱帶氣候，其氣候特徵為4月至11月為夏季，春、秋兩季較不明顯:52。年均溫約為攝氏23.4度，7月氣溫最高，1月最低:52、53。年平均雨量約為2,000毫米，雨量最多的月份為6月。官田區雨季為每年5月至9月，其中6月至8月的雨量最為集中，5、6月為滯留鋒面產生的梅雨，7月至9月則為颱風產生的豪大雨，夏季西南季風從臺灣海峽帶來較多的水氣形成降雨，是官田區雨水的主要來源:52、58。

### 人口
根據臺南市官田戶政事務所統計，2024年底官田區戶數約8.4千戶，人口約2.1萬人，區內人口最多與最少的里分別是隆本里與大崎里，2024年底兩里人口分別為4,196人與393人。

## 政治

### 歷任首長
| 屆別 | 姓名   | 任期                        | 備註       |
| ---- | ------ | --------------------------- | ---------- |
| 1    | 陳成文 | 2010年12月25日－2014年12月  | 改制後首任 |
| 2    | 顏能通 | 2014年12月－2021年4月14日   |            |
| 3    | 陳仁偉 | 2021年4月14日－2023年4月7日 |            |
| 4    | 黃炳元 | 2023年4月7日－2024年2月4日  |            |
| 4    | 許芳榮 | 2024年2月－2024年3月11日    | 代理       |
| 5    | 洪聰發 | 2024年3月11日－現任         |            |

### 區政組織

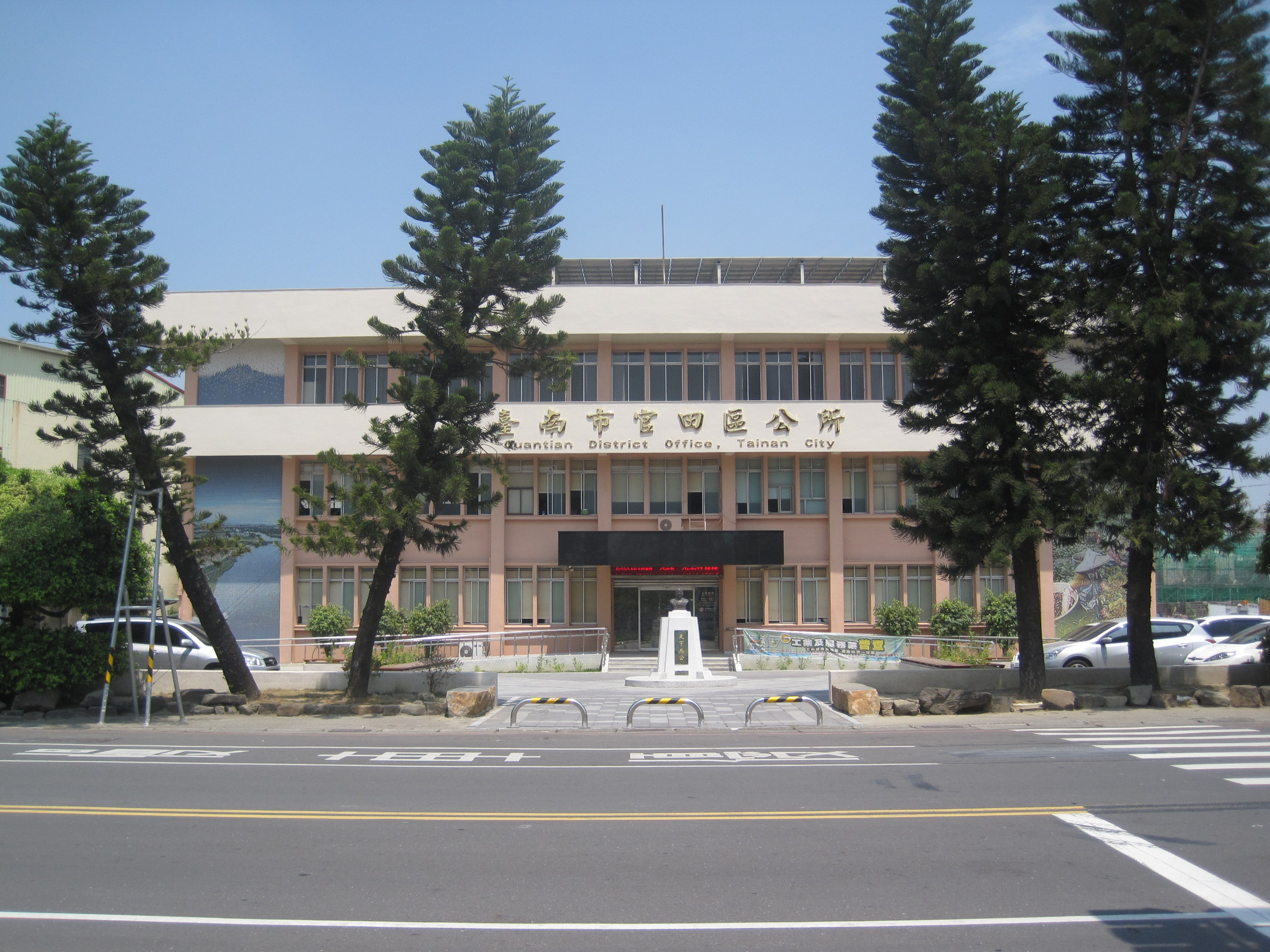
官田區公所

官田區公所是臺南市政府在官田區的派出機關，在中華民國政府架構中為市政府綜理區政的執行機關，上級業務監督機關為臺南市政府。区长由市長任命，其任期為無任期保障。在區長及主任秘書之下，設有4課3室等7個內部單位。

### 行政區
現今官田區行政範圍的確立，來自於1920年，日本將臺灣十二廳改為五州二廳，設官田庄屬臺南州曾文郡:125。官田庄轄南廍、三結義、二鎮、角秀、拔子林、西庄、烏山頭、官田、中脇、番子田、番子渡頭、三塊厝、社子、雙溪子、笨潭等15個大字。1946年1月，改為「官田鄉」，屬臺南縣曾文區:125－126。1950年，裁撤區署，官田鄉改直隸於臺南縣:126。2010年，臺南縣市合併改制為直轄市，官田鄉改制為市轄區「官田區」，隸屬臺南市。
| 官田區行政區劃 |        |      |        |      |        |
|                |        |      |        |      |        |
| 編號           | 里名   | 編號 | 里名   | 編號 | 里名   |
| 1              | 南廍里 | 2    | 隆本里 | 3    | 東西里 |
| 4              | 隆田   | 5    | 渡拔里 | 6    | 官田   |
| 7              | 二鎮里 | 8    | 烏山頭 | 9    | 大崎里 |
| 10             | 社子   |      |        |      |        |

2018年4月30日進行里鄰調整，將渡頭里、拔林里合併成「渡拔里」，湖山里、嘉南里合併成「烏山頭里」，東庄里、西庄里合併成「東西庄里」。

## 工業
- 官田工業區
- 大昭製藥生物科技股份有限公司
- 芳泉工業股份有限公司(芳泉鋁罐)
- 保瑞藥業股份有限公司

## 教育

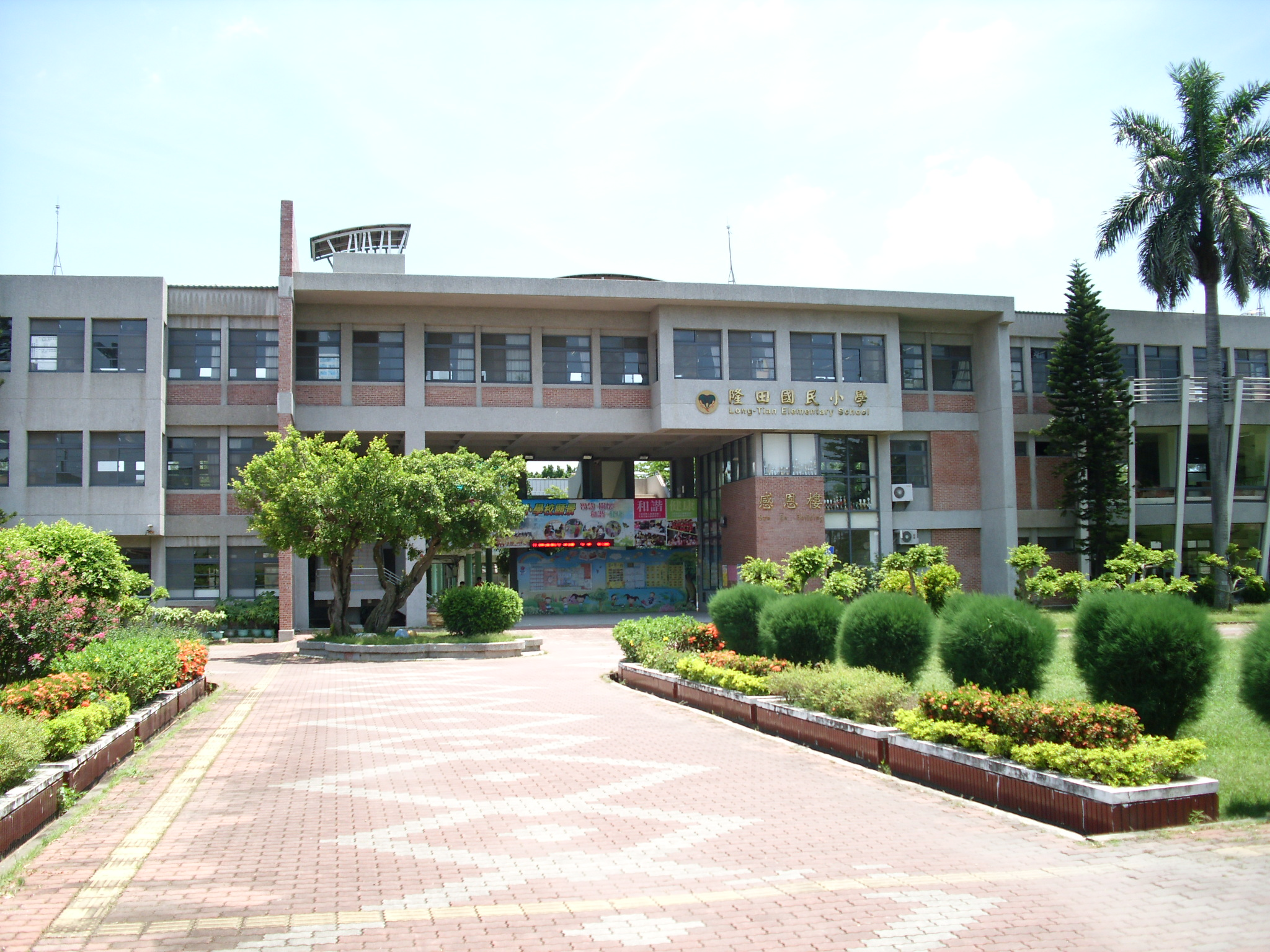
隆田國小

### 大專院校
國立臺南藝術大學位於官田區大崎里，是教育部為均衡城鄉教育發展，同時解決臺灣南部藝術學府缺乏之困境而成立的大專院校:487，成立於1996年7月1日，名國立臺南藝術學院:488，2004年升格為國立臺南藝術大學。全校設有音樂、視覺藝術、音像藝術、文博及元宇宙等5個學院及共同教育委員會，下設5個學系、12個碩士班、1個碩士在職學位學程、4個博士班，全校學生約有1,600多名。

### 高級職業學校
- 臺南市私立陽明高級工商職業學校

### 國民中學
- 臺南市立官田國民中學

### 國民小學
- 臺南市官田區官田國民小學
- 臺南市官田區隆田國民小學
- 臺南市官田區渡拔國民小學

## 交通

### 鐵路
臺灣鐵路公司
- 縱貫線：隆田車站 - 拔林車站

### 公路
- 國道三號（福爾摩沙高速公路）
  - 烏山頭交流道（329）
  - 官田系統交流道（334，連接台84線）
- 台1線

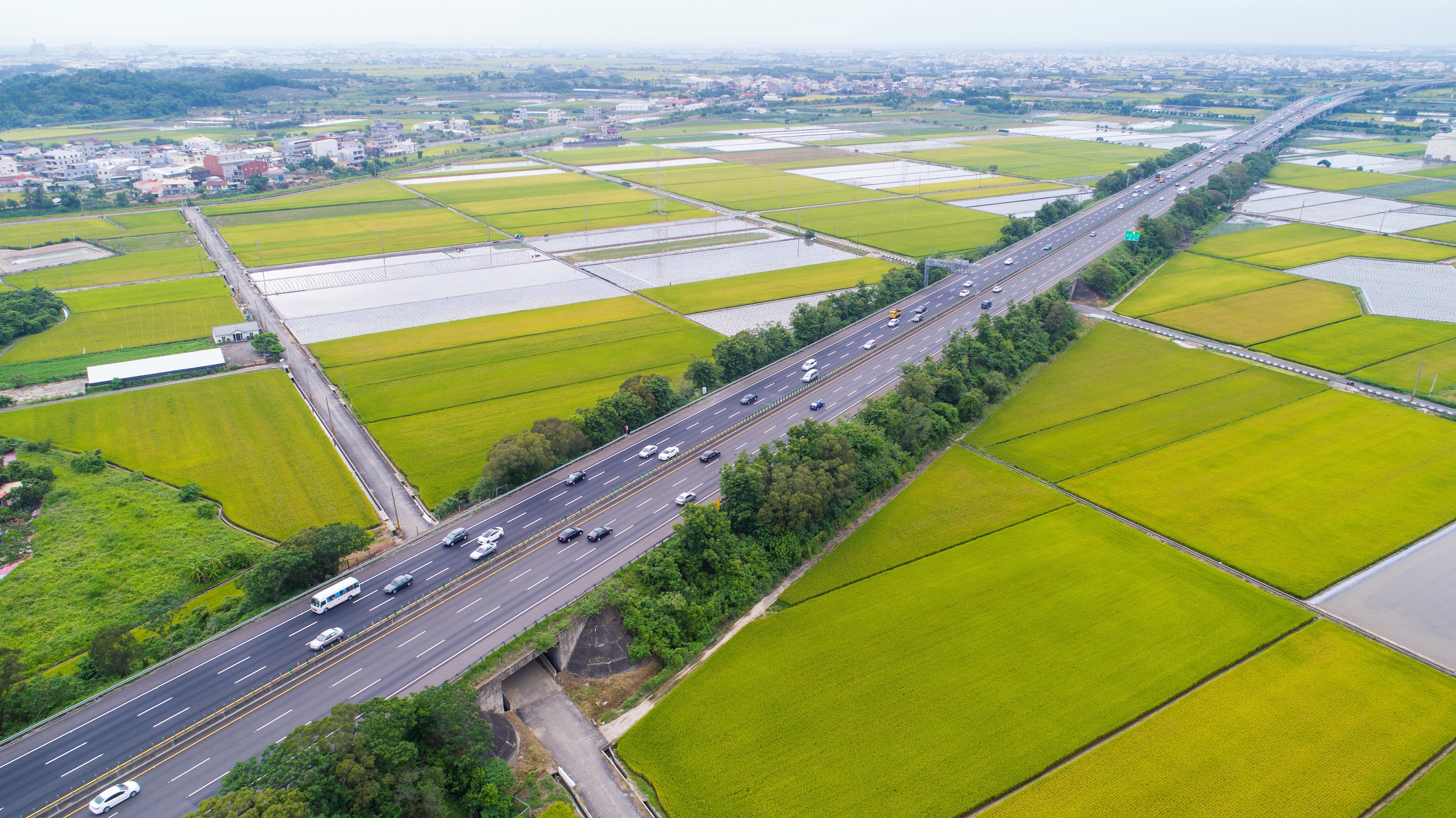
福爾摩沙高速公路官田路段

- 台84線（東西向快速道路 北門－玉井）
  - （21）
  - 渡頭交流道（26）
  - 官田系統交流道（27）
- 市道165號：六甲區 - 官田區
- 市道171號：麻豆區 - 官田區社子里
  - 市道171甲線
  - 市道171乙線
- 市道176號：麻豆區 - 官田區

### 客運
- 大台南公車[16]

| 編號          | 路線                                           | 營運單位   | 備註                                                                        |
| ------------- | ---------------------------------------------- | ---------- | --------------------------------------------------------------------------- |
| 菱波官田線    | 新營－善化轉運站                               | 新營客運   | - 每週三停駛，台灣好行菱波官田線。 - 經官田遊客中心、隆田車站、善化啤酒廠。 |
| 橘1           | 善化轉運站－大內－蒙正                         | 興南客運   | - 善化轉運站5:40發車班次繞駛環湖。                                          |
| 橘2           | 胡厝寮－善化轉運站－大內教會                   | 興南客運   |                                                                             |
| 橘4           | 善化轉運站－臺南藝術大學－烏山頭水庫           | 興南客運   |                                                                             |
| 橘4-1         | 善化轉運站－官田工業區－六甲                   | 興南客運   |                                                                             |
| 橘5           | 善化轉運站－官田遊客中心－六甲                 | 興南客運   |                                                                             |
| 橘6           | 隆田火車站－官田里－臺南藝術大學                 | 台一大車隊 | - 返程繞駛南廍里。 - 全線使用小黃公車營運。                                 |
| 橘10          | 大地莊園－麻豆轉運站－隆田火車站－台南藝術大學 | 興南客運   |                                                                             |
| 橘10區間車(1) | 大地莊園－麻豆轉運站－隆田火車站               | 興南客運   | - 大地莊園16:00發車，於隆田火車站17:30折返。                                |
| 橘10區間車(2) | 大地莊園－麻豆轉運站－隆田火車站－六甲         | 興南客運   | - 大地莊園06:55發車，於六甲08:05折返。                                      |
| 橘10區間車(3) | 麻豆轉運站－隆田火車站－六甲                   | 興南客運   |                                                                             |
| 橘10-1        | 新樓醫院－麻豆轉運站－拔林火車站－六甲         | 皇冠交通   | - 平日部分班次繞駛曾文市政願景園區。 - 全線使用小黃公車營運。               |
| 黃1           | 新營－柳營－六甲                               | 新營客運   | - 部分班次延駛至新營轉運站、台南藝術大學。                                  |
| 黃16          | 白河國中－白河－東山－六甲－隆田火車站         | 新營客運   |                                                                             |

### 公共自行車
臺南市YouBike 2.0於2023年2月23日正式營運，截至2025年3月28日於官田區內設置11處站點。

## 旅遊

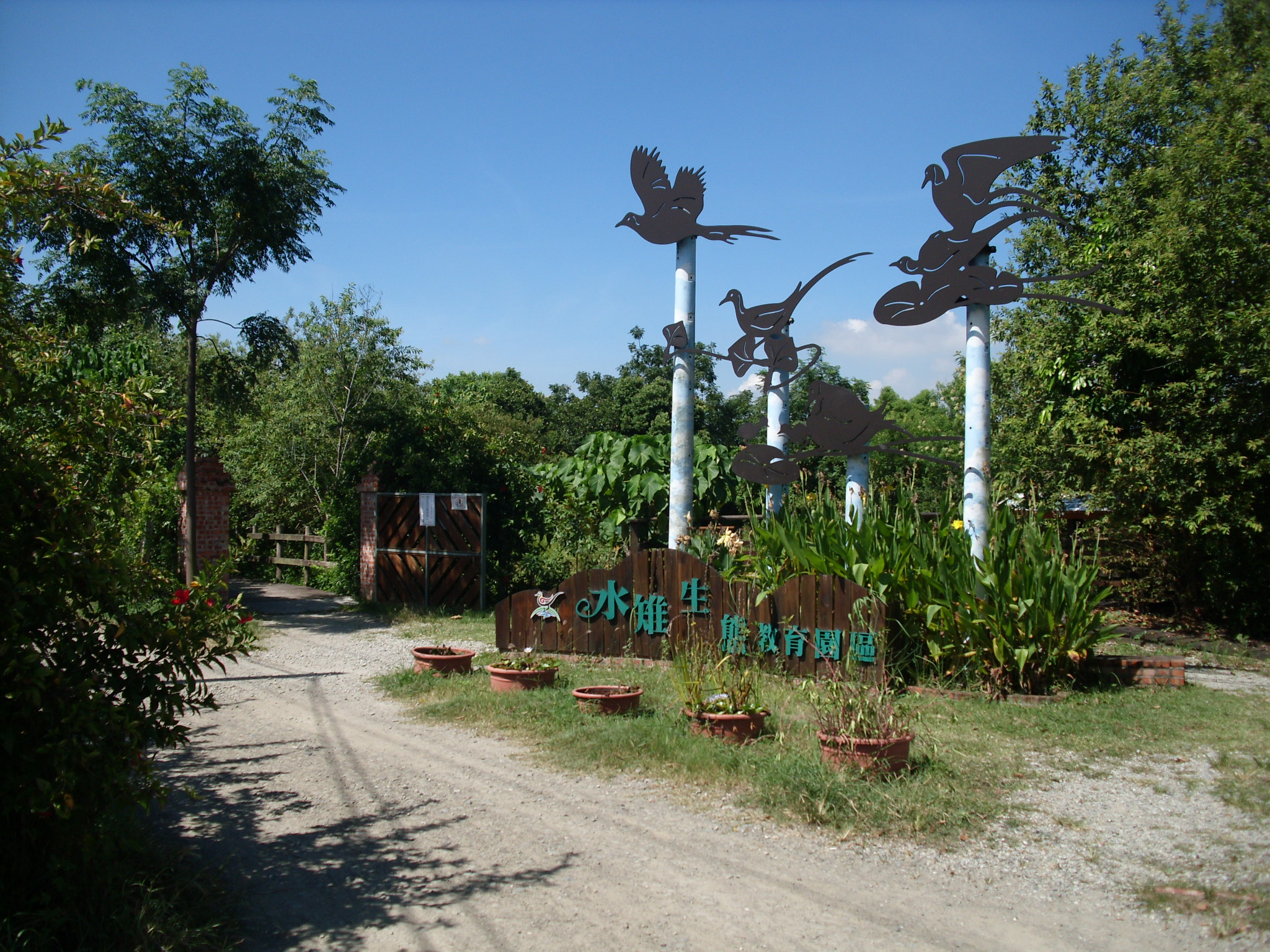
水雉生態教育園區入口

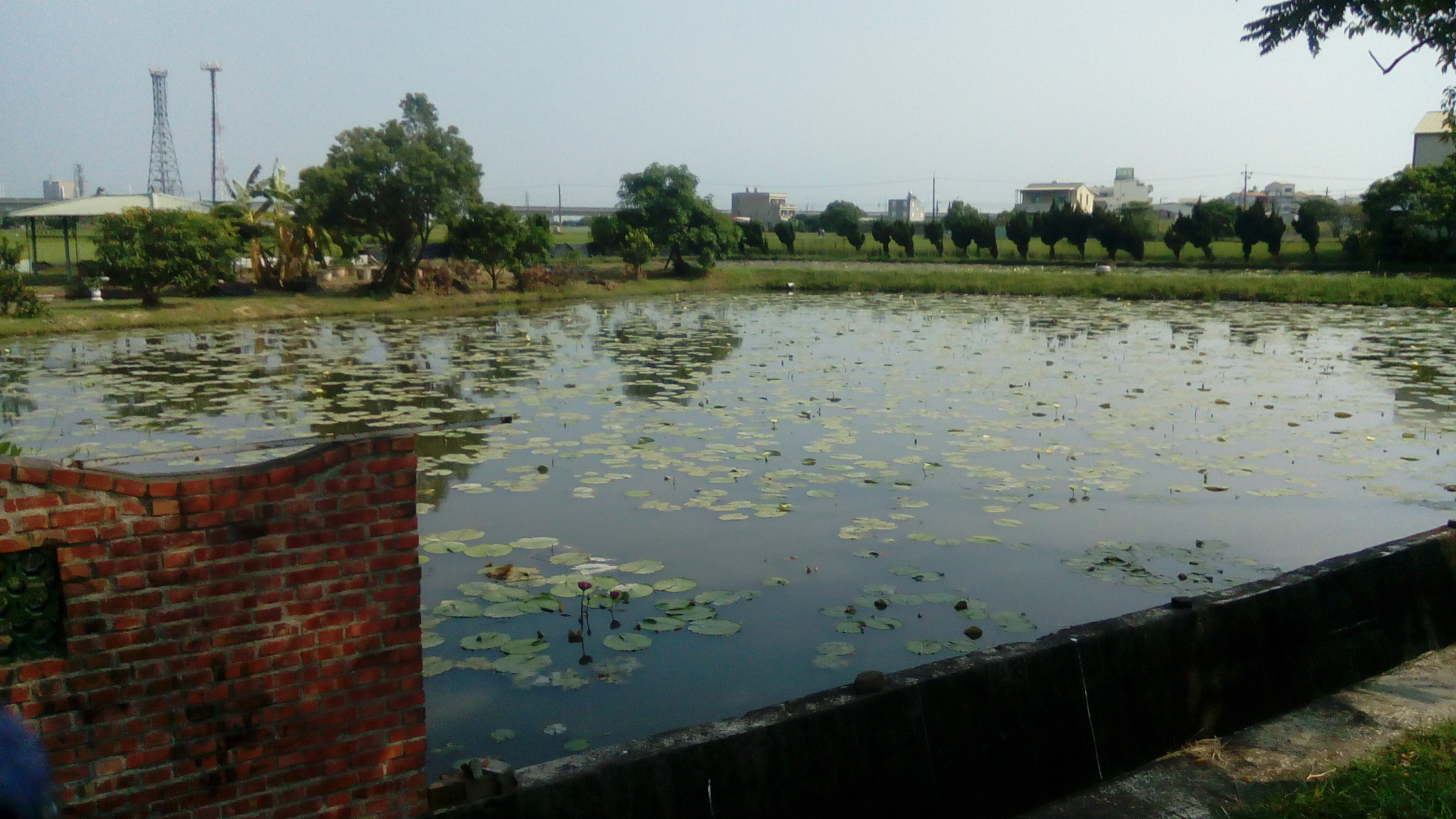
官田蓮花園

- 隆本復興宮：為漢化後的西拉雅族公廨，前身為番仔田公廨。
- 四社聖和廟：即埔仔四社公廨，為原漢風格融合的西拉雅族公廨。
- 官田慈聖宮
- 南廍福安宮：：為官田唯一一間奉祀五府千歲之宮廟，前身為南廍王爺公祠（南廍公厝）。
- 烏山頭水庫
- 臺灣菸酒股份有限公司隆田酒廠
- 隆田十號糧倉
- 臺鹽隆田儲運站：現為隆田chacha文化資產教育園區
- 葫蘆埤自然生態休閒公園
- 麗豐微酵館觀光工廠
- 天一中藥生活化園區
- 水雉生態教育園區
- 陳水扁祖厝，位於有不少傳統三合院的農村聚落：西庄。
- 西拉雅國家風景區管理處暨官田遊客中心

## 特產
- 菱角：本區由於烏山頭水庫的設立，灌溉渠道密佈，菱角栽種面積達300公頃，年產量達400萬公斤，位居全國之冠，有「菱角之區」的美名，並於每年10月舉辦「官田菱角節」活動。
- 天然氣：2004年6月，臺灣中油公司在本區隆田里探勘到天然氣，蘊藏量估計約4億立方公尺，現正進行開發。

## 外部連結
- 官田區公所 （页面存档备份，存于）